# Estatuto da Metrópole
Estatuto da Metrópole é a denominação oficial que o Congresso Nacional do Brasil deu à lei 13.089, uma lei do ordenamento jurídico do Brasil que estabelece as diretrizes para as regiões metropolitanas e as aglomerações urbanas instituídas pelos Estados.

## História
Após ser aprovada pelas duas casas do Congresso Nacional do Brasil, a lei foi sancionada pela então presidente Dilma Rousseff no dia 12 de janeiro de 2015 e publicada no Diário Oficial da União no dia seguinte.

## Finalidade legal da norma
A lei faz algumas alterações ao Estatuto das Cidades e estabelece diretrizes gerais para o planejamento, a gestão e a execução das funções públicas de interesse comum em regiões metropolitanas e em aglomerações urbanas instituídas pelos Estados, normas gerais sobre o plano de desenvolvimento urbano integrado e outros instrumentos de governança interfederativa, e critérios para o apoio da União a ações que envolvam governança interfederativa no campo do desenvolvimento urbano.